# Кућа у Ул. Бранислава Мокића бр.9
Кућа у Ул. Бранислава Мокића бр. 9 је грађевина која је саграђена крајем 18. века. С обзиром да представља значајну историјску грађевину, проглашена је непокретним културним добром Републике Србије. Налази се у Бачком Петровцу, под заштитом је Покрајинског завода за заштиту споменика културе Петроварадин.

## Историја
Бачки Петровац представља једно од најстаријих словачких насеља у Војводини. У улици Бранислава Мокића која чини, како је то утврђено током теренских истраживања, првобитно језгро села, је сачувано неколико кућа саграђених крајем 18. и почетком 19. века. Једна од њих која је до данас задржала првобитне карактеристике народног градитељства свог времена је кућа у улици Бранислава Мокића бр. 9 која је чеоном страном постављена на уличну регулациону линију. Зидови су од набоја који је данас ојачан на неколико места опеком. Кров је двоводан покривен трском, а основа је троделна са унутрашњим распоредом соба. Средња просторија куће је подељена на два дела, предњи из кога се улази у собе и задњи који је простор подоџака. До данас је у овом кухињском простору сачувано отворено огњиште, димњак као и плитка полукружна ниша на спољашњем зиду у којој се држе окачени судови. Са дворишне стране куће је, уместо трема, слободно напуштена надстрешница. Улична фасада куће је скромно обрађена, на њој се налазе два прозорска отвора и три мала таванска отвора на забату. У централни регистар је уписана 16. фебруара 2005. под бројем СК 1877, а у регистар Покрајинског завода за заштиту споменика културе Петроварадин истог дана под бројем СК 99.